# František Jílek
František Jílek (22 maggio 1913 – 16 settembre 1993) è stato un direttore d'orchestra ceco, noto per le esecuzioni delle opere di Leoš Janáček.

## Biografia
Iniziò a studiare pianoforte e composizione come allievo di Jaroslav Kvapil, e successivamente studiò direzione d'orchestra al Conservatorio di Brno, dove ebbe come professori Antonín Balatka e Zdeněk Chalabala. Nel 1937, Jílek completò la formazione al Conservatorio di Praga nella classe diretta da Vítězslav Novák.
Dal 1938 al 1949 diresse l'opera a Ostrava. Nel 1952 divenne il direttore principale dell'opera Janáček di Brno, incarico che ricoprì per 25 anni. Durante la sua carriera Jílek diresse varie volte l'orchestra del Teatro Nazionale di Praga, la Filarmonica ceca, così come orchestre all'estero. Nel 1978 fu nominato direttore dell'Orchestra Filarmonica di Brno.
Ha diretto l'esecuzione di tutte le opere di Bedřich Smetana e Leoš Janáček, concentrandosi anche sul repertorio operistico russo e italiano. Le registrazioni delle sue interpretazioni delle opere di Janáček, Novák e Martinů sono state pubblicate dall'etichetta musicale ceca Supraphon.
Nel 1976 lo Stato gli conferì il titolo di Artista nazionale.
È stato premiato con l'Orchée d'Or de l'Academie National du Disque Lyrique (Premio Arturo Toscanini-Paul Vergnes) per l'esecuzione dell'opera Jenůfa di Janáček, svoltasi nel 1980.

## Opere selezionate
- Fibich: The Bride of Messina CD. 11 1492-2 612 (Supraphon)
- Janáček: The Excursions of Mr. Brouček CD. 11 2153-20612 (Supraphon)
- Janáček: Destiny CD. SU 0045-2 611 (Supraphon)
- Janáček: Jenůfa CD. SU 3869-2 612 (Supraphon)
- Janáček: Orchestral Works I.-III. CD. SU 3886-3888-2 031 (Supraphon)